# Macphersonia
Macphersonia es un género con doce especies de plantas de flores perteneciente a la familia Sapindaceae. 

## Especies seleccionadas
- Macphersonia acutifoliola
- Macphersonia cauliflora
- Macphersonia chapelieri
- Macphersonia gracilis
- Macphersonia hildebrandtii
- Macphersonia laevis
- Macphersonia macrocarpa
- Macphersonia macrophylla
- Macphersonia madagascariensis
- Macphersonia myriantha
- Macphersonia pteridophylla
- Macphersonia radlkoferi